# Престон (округ)
Не следует путать с Принстоном — городом в Западной Виргинии (округ Мерсер)
Пре́стон (англ. Preston County) — один из 55 округов штата Западная Виргиния в США.

## Описание
Округ расположен в северной части штата, с запада и юга граничит с другими округами штата, с севера — с Пенсильванией, с востока — с Мэрилендом. Назван в честь 20-го губернатора Виргинии (англ. Governor of Virginia) (1816—1819) Джеймса Пэттона Престона (англ. James Patton Preston). Столица — Кингвуд. Открытые водные пространства составляют 8 км² (0,5 % от общей площади округа в 1686 км²).

### Соседние округа
- Фейетт (Пенсильвания) — север
- Гарретт (Мэриленд) — восток
- Грант (Западная Виргиния) — юго-восток
- Такер (Западная Виргиния) — юг
- Барбор (Западная Виргиния) — юго-запад
- Тейлор (Западная Виргиния) — запад
- Мононгейлия (Западная Виргиния) — северо-запад

## История
Округ был образован 19 января 1818 года в процессе дробления округа Мононгейлия.

## Транспорт
Через округ проходят следующие крупные автодороги:
- автомагистраль I-68
- федеральная трасса U.S. Route 50
- федеральная трасса U.S. Route 219
- трасса West Virginia Route 7
- трасса West Virginia Route 24
- трасса West Virginia Route 26
- трасса West Virginia Route 72
- трасса West Virginia Route 92

## Население
По данным переписи населения 2010 года в округе проживает 33 520 жителей в составе 12 895 домашних хозяйств и 9 038 семей. Плотность населения составляет 20 человек на км². На территории округа насчитывается 15 097 жилых строений, при плотности застройки 9 строений на км².
В составе 29,03 % из общего числа домашних хозяйств проживают дети в возрасте до 18 лет, 56,1 % домашних хозяйств представляют собой супружеские пары проживающие вместе, 9,07 % домашних хозяйств представляют собой одиноких женщин без супруга, 29,91 % домашних хозяйств не имеют отношения к семьям, 24,63 % домашних хозяйств состоят из одного человека, 10,7 % домашних хозяйств состоят из престарелых (65 лет и старше), проживающих в одиночестве. Средний размер домашнего хозяйства составляет 2,42 человека, и средний размер семьи 2,84 человека.
Возрастной состав округа: 19,55 % моложе 18 лет, 7,36 % от 18 до 24, 27,58 % от 25 до 44, 29,83 % от 45 до 64 и 15,68 % от 65 и старше. Средний возраст жителя округа 42 года. На каждые 100 женщин приходится 106,63 мужчин. На каждые 100 женщин старше 18 лет приходится 106,48 мужчин.
Средний доход на домохозяйство в округе составлял 42 866 USD, на семью — 48 942 USD. Среднестатистический заработок мужчины был 41 073 USD против 25 911 USD для женщины. Доход на душу населения составлял 19 796 USD. Около 8,3 % семей и 11,7 % общего населения находились ниже черты бедности, в том числе — 15,2 % молодежи (тех кому ещё не исполнилось 18 лет) и 8,6 % тех кому было уже больше 65 лет.

### Историческая динамика численности
| 1820 год — 3422 жителя 1830 — 5144 (+50,3 %) 1840 — 6866 (+33,5 %) 1850 — 11 708 (+70,5 %) 1860 — 13 312 (+13,7 %) 1870 — 14 555 (+9,3 %) 1880 — 19 091 (+31,2 %) | 1890 — 20 355 (+6,6 %) 1900 — 22 727 (+11,7 %) 1910 — 26 341 (+15,9 %) 1920 — 27 996 (+6,3 %) 1930 — 29 043 (+3,7 %) 1940 — 30 416 (+4,7 %) 1950 — 31 399 (+3,2 %) 1960 — 27 233 (-13,3 %) | 1970 — 25 455 (-6,5 %) 1980 — 30 460 (+19,7 %) 1990 — 29 037 (-4,7 %) 2000 — 29 334 (+1,0 %) 2010 — 33 520 (+14,3 %) 2011 — 33 723 (оценка) |

### Расовый состав
- Белые — 97,6 %
- Афроамериканцы — 1,1 %
- Азиаты — 0,1 %
- Коренные американцы — 0,2 %
- Гавайцы или уроженцы Океании — 0,0 %
- Две и более расы — 0,8 %
- Прочие — 0,2 %
- Латиноамериканцы (любой расы) — 0,7 %

## Достопримечательности
- Заповедники:
  - Snake Hill Wildlife Management Area (частично)
  - Briery Mountain Wildlife Management Area
  - Upper Deckers Creek Wildlife Management Area
- Национальные парки:
  - Cathedral State Park
  - Fairfax Stone Historical Monument State Park (частично)
- Национальный лес Мононгахила (англ. Monongahela National Forest) (частично)